# John Ongman

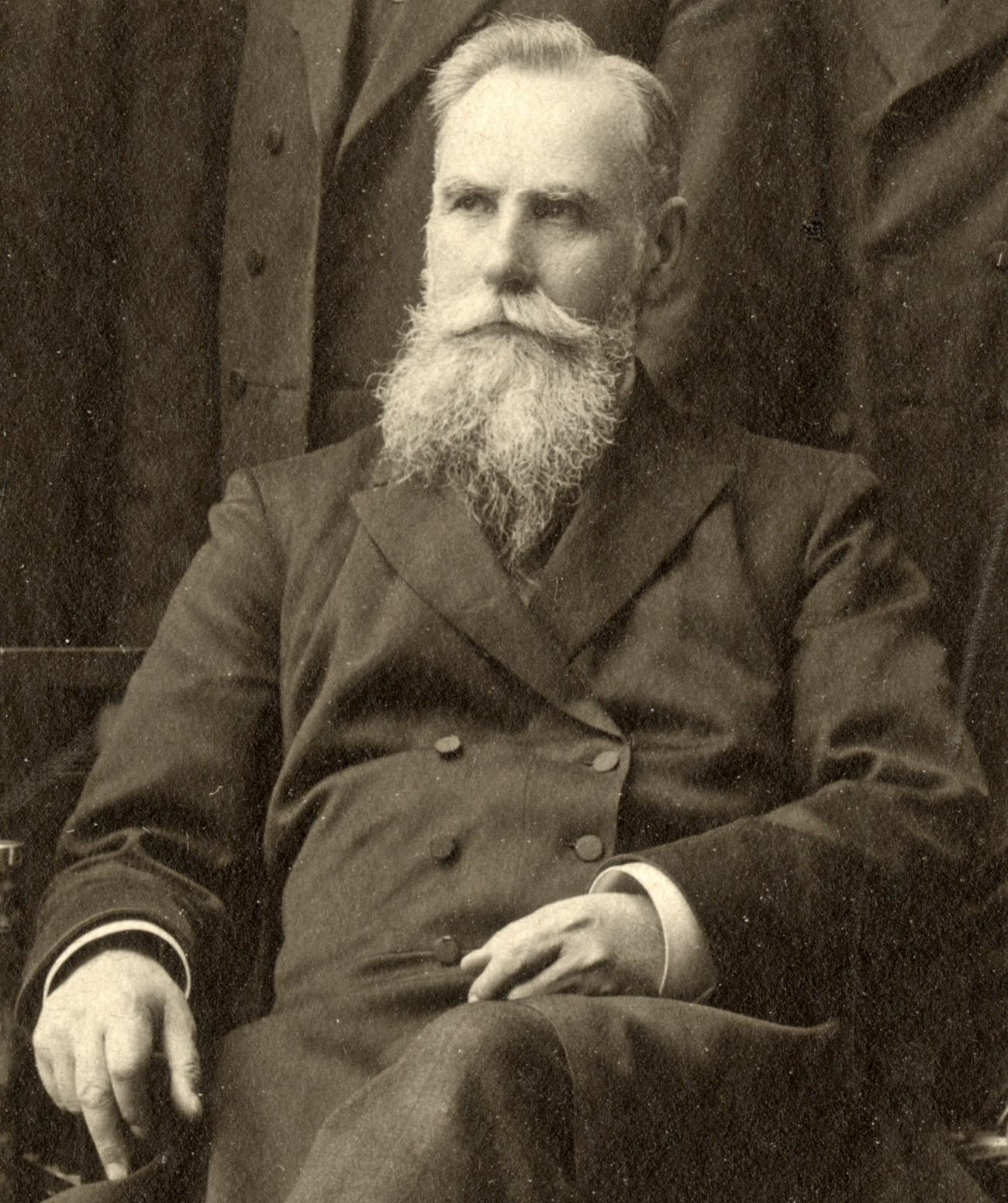
John-Ongman

John Ongman (15 de novembro de 1844 - 28 de fevereiro de 1931) foi um pastor batista sueco e fundador da Sociedade Missionária de Örebro e Missionária da Escola de Örebro. Ele também foi o primeiro pastor da Primeira Igreja Batista Sueca, em Saint Paul, Minnesota, e também um pastor da Primeira Igreja Batista Sueca, em Chicago. Ele foi um evangelista enérgico e influente líder dos batistas suecos na América e na Suécia.
Ele iniciou o seu serviço como um pregador de tempo integral em 1866 e em 1868 emigrou para Chicago, EUA.
Em 1873 fundou a Primeira Igreja Batista Sueca em Saint Paul, Minnesota (EUA).
Em 1890 voltou à Suécia e tornou-se pastor da Igreja Batista em Örebro. Em 1892 fundou a Sociedade Missionária de Örebro e Escola Missionária de Örebro, em 1908. Quando a Igreja Batista Filadelfia de Örebro foi fundada em 1897, tornou-se seu primeiro pastor.